# Real Cuautitlán
Real Cuautitlán ist ein Fußballverein aus der im mexikanischen Bundesstaat México gelegenen Stadt Cuautitlán. Das Farmteam des CF Pachuca ist auch unter der Bezeichnung Tuzos Cuautitlán bekannt und trägt seine Heimspiele im Estadio Los Pinos de Cuautitlán aus.

## Geschichte
Die „Tuzos“ waren seit der Saison 2008/09 in der Tercera División vertreten, wo sie zunächst der Gruppe VII und später der Gruppe VI zugeordnet waren. Nach dem Gewinn der Meisterschaft in der Saison 2011/12 stieg Real Cuautitlán in die drittklassige Segunda División auf, in deren Zone 2 die Mannschaft gegenwärtig (2012/13) spielt.

## Erfolge
- Meister der Tercera División: 2011/12